# Liste der Fornminnen in Hässjö

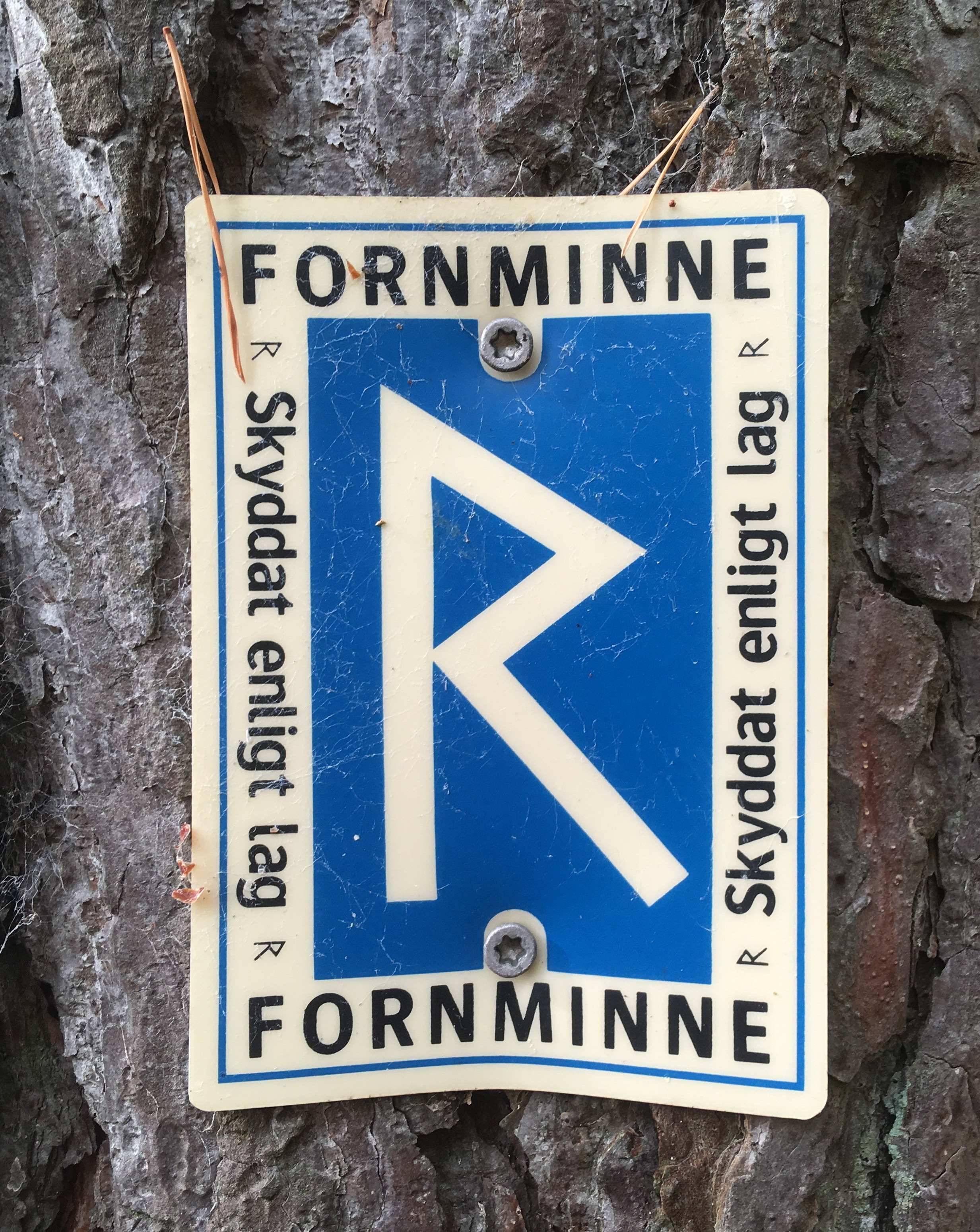
Zeichen für „Fornminnen“ in Schweden

Diese Liste der Fornminnen in Hässjö zeigt die „Alten/antiken Denkmale“ (schwedisch fornminnen) im ehemaligen Socken Hässjö in der heutigen Gemeinde Timrå der schwedischen Provinz Västernorrlands län, sie ist eine Teilliste der „Liste der Fornminnen in Västernorrland“. Die Aufteilung basiert auf der historischen Zuordnung der Gebiete in Socken (siehe auch) und der Einteilung des Zentralamts für Denkmalpflege Riksantikvarieämbetet (RAÄ). Es werden die Fornminnen aufgeführt, die auf dem Suchdienst „Fornsök“ registriert sind, welcher weitere Informationen zu den bekannten kulturhistorischen Überresten in Schweden enthält.

## Begriffserklärung
Fornminnen (schwedisch für alte/antike Denkmale oder archäologische Funde) sind in Schweden alte Objekte und archäologische Funde (Fornlämningar), welche die Überreste menschlicher Aktivitäten in der Vergangenheit bezeichnen, die durch frühere Nutzung entstanden sind und dauerhaft aufgegeben wurden. Dabei gilt für Fornminnen, die vor 1850 entstanden sind, dass sie automatisch durch das Gesetz geschützt sind. Aber auch jüngere Überreste können zu Bodendenkmalen erklärt werden, wenn sie sich an ihrem ursprünglichen Standort befinden und weitgehend erdgebunden sind. Als Fornminnen zählen u. a. Siedlungen und Siedlungsreste aus prähistorischer Zeit, Gräber und Grabstätten, Burgruinen, Ruinen von Klöstern, Kirchen und Schlössern, Steine und Felsen mit Inschriften und Bildern (z. B. Runensteine und Petroglyphen), insofern sie nicht schon als Einzeldenkmal unter Byggnadsminnen (schwedisch für Baudenkmale) oder kyrkliga Kulturminnen (schwedisch für kirchliches Kulturgut) ausgewiesen sind.

## Legende
| ID           | = | ID.Nr. des Denkmalregisters (Fornsök) im schwedische Amt für nationales Kulturerbe (Riksantikvarieämbetet (RAÄ)) |
| Lage         | = | Koordinatenangabe des Standorts                                                                                  |
| Bezeichnung  | = | Bezeichnung des Denkmalobjekts (auch RAÄ-Nr.)                                                                    |
| Beschreibung | = | Name (Denkmaltyp/Dokumentenverweis im Arkivsök) sowie eine kurze Beschreibung des Objekts                        |
| Bild         | = | Bild des Objekts sowie Verweis auf weitere Bilder                                                                |

## Fornminnen Hässjö
| ID             | Lage    | Bezeichnung (RAÄ-Nr.) | Beschreibung | Bild           |
| -------------- | ------- | --------------------- | --- | -------------- |
| 10247100010001 | (Karte) | Hässjö 1:1            | Hässjö 1:1 (Steinhügelgrab / L1936:9548) Beschreibung ergänzen | Weitere Bilder |
| 10247100010002 | (Karte) | Hässjö 1:2            | Hässjö 1:2 (Steinhügelgrab / L1935:147) Beschreibung ergänzen | Weitere Bilder |
| 10247100050001 | (Karte) | Hässjö 5:1            | Hässjö 5:1 (Steinhügelgrab / L1935:702) Beschreibung ergänzen | Weitere Bilder |
| 10247100050002 | (Karte) | Hässjö 5:2            | Hässjö 5:2 (Steinsetzung / L1935:165) Beschreibung ergänzen | Weitere Bilder |
| 10247100070001 | (Karte) | Hässjö 7:1            | Hässjö 7:1 (Hügelgrab / L1936:9529) Beschreibung ergänzen | Weitere Bilder |
| 10247100070002 | (Karte) | Hässjö 7:2            | Hässjö 7:2 (Hügelgrab / L1935:95) Beschreibung ergänzen | Weitere Bilder |
| 10247100070003 | (Karte) | Hässjö 7:3            | Hässjö 7:3 (Hausgründung / L1935:703) Beschreibung ergänzen | Weitere Bilder |
| 10247100070005 | (Karte) | Hässjö 7:5            | Hässjö 7:5 (Hausgründung / L1935:79) Beschreibung ergänzen | Weitere Bilder |
| 10247100120001 | (Karte) | Hässjö 12:1           | Hässjö 12:1 (Hügelgrab / L1935:226) Beschreibung ergänzen | Weitere Bilder |
| 10247100120003 | (Karte) | Hässjö 12:3           | Hässjö 12:3 (Steinsetzung / L1935:225) Beschreibung ergänzen | Weitere Bilder |
| 10247100130001 | (Karte) | Hässjö 13:1           | Hässjö 13:1 (Kapelle / L1936:9605) Mauerreste einer Kirchenruine (ca. 16 × 7 m), mit erkennbaren Mauern einer ehemaligen Sakristei und der Grundmauer; östlich davon Reste einer ehemaligen Bebauung und auf Nordseite Steinreste von ehemaligen Rampen (vermutlich beim Abriss der Kirche um 1795 zum Abtransport der Steine verwendet), mit Bäumen überbewachsen - das Gelände befindet sich auf dem ehemaligen Friedhof Hässjö 13:2 (L1935:166), welcher sich etwa 200 m südöstlich der um 1795 errichteten heutigen Kirche Hässjö befindet. | Weitere Bilder |
| 10247100130002 | (Karte) | Hässjö 13:2           | Hässjö 13:2 (Friedhof / L1935:166) Gebiet eines ehemaligen Friedhof (etwa 40 × 30 m), ca. 200 m südöstlich der um 1795 errichteten heutigen Kirche Hässjö; mit erkennbaren Resten der Einfriedungsmauer und Fundamentresten einer vormaligen Terrasse. Auf dem Gelände befindet sich die Reste Kirchenruine Hässjö 13:1 (L1936:9605), welche wahrscheinlich für den Bau der neuen Kirche um 1795 tw. abgebrochen wurde. | Weitere Bilder |
| 10247100180001 | (Karte) | Hässjö 18:1           | Hässjö 18:1 (Steinhügelgrab / L1935:167) Beschreibung ergänzen | Weitere Bilder |
| 10247100190001 | (Karte) | Hässjö 19:1           | Hässjö 19:1 (Steinhügelgrab / L1935:169) Beschreibung ergänzen | Weitere Bilder |
| 10247100190002 | (Karte) | Hässjö 19:2           | Hässjö 19:2 (Steinhügelgrab / L1935:168) Beschreibung ergänzen | Weitere Bilder |
| 10247100210001 | (Karte) | Hässjö 21:1           | Hässjö 21:1 (Steinsetzung / L1935:154) Beschreibung ergänzen | Weitere Bilder |
| 10247100300001 | (Karte) | Hässjö 30:1           | Hässjö 30:1 (Hügelgrab / L1936:9628) Beschreibung ergänzen | Weitere Bilder |
| 10247100300002 | (Karte) | Hässjö 30:2           | Hässjö 30:2 (Hügelgrab / L1936:9626) Beschreibung ergänzen | Weitere Bilder |
| 10247100310001 | (Karte) | Hässjö 31:1           | Hässjö 31:1 (Steinhügelgrab / L1935:309) rundes (etwa 15 m Durchmesser und 0,6 m hoch) Steinhügelgrab am Nordrand der Ortschaft Söråker, Ortsteil Rigsta, mit 3 Plünderungsgruben, tw. mit Bäumen überwachsen; ca. 300 m nördlich davon befindet sich die Steinsetzung Hässjö 41:1 (L1936:9849) | Weitere Bilder |
| 10247100320001 | (Karte) | Hässjö 32:1           | Hässjö 32:1 (Steinsetzung / L1936:9609) Beschreibung ergänzen | Weitere Bilder |
| 10247100320002 | (Karte) | Hässjö 32:2           | Hässjö 32:2 (Steinsetzung / L1935:229) Beschreibung ergänzen | Weitere Bilder |
| 10247100320003 | (Karte) | Hässjö 32:3           | Hässjö 32:3 (Steinsetzung / L1935:230) Beschreibung ergänzen | Weitere Bilder |
| 10247100400001 | (Karte) | Hässjö 40:1           | Hässjö 40:1 (Steinsetzung / L1936:9559) Beschreibung ergänzen | Weitere Bilder |
| 10247100410001 | (Karte) | Hässjö 41:1           | Hässjö 41:1 (Steinsetzung / L1936:9849) Reste einer ehemaligen Steinsetzung (ca. 3 × 4 m) etwa 1 km nordwestlich der Ortschaft Söråker; stark überwachsen mit sichtbarer Randkette im Norden und Süden. Etwa 300 m südlich davon nahe dem Ortsteil Rigsta befindet sich das Hügelgrab Hässjö 31:1 (L1935:309) | Weitere Bilder |
| 10247100500001 | (Karte) | Hässjö 50:1           | Hässjö 50:1 (Steinsetzung / L1936:8972) Beschreibung ergänzen | Weitere Bilder |
| 10247100500002 | (Karte) | Hässjö 50:2           | Hässjö 50:2 (Steinhügelgrab / L1936:8414) Beschreibung ergänzen | Weitere Bilder |
| 10247100500003 | (Karte) | Hässjö 50:3           | Hässjö 50:3 (Steinsetzung / L1936:8415) Beschreibung ergänzen | Weitere Bilder |
| 10247100650001 | (Karte) | Hässjö 65:1           | Hässjö 65:1 (Hügelgrab / L1936:9632) Beschreibung ergänzen | Weitere Bilder |
| 10247100650003 | (Karte) | Hässjö 65:3           | Hässjö 65:3 (Steinsetzung / L1936:9633) Beschreibung ergänzen | Weitere Bilder |
| 10247100660001 | (Karte) | Hässjö 66:1           | Hässjö 66:1 (Hügelgrab / L1935:313) Beschreibung ergänzen | Weitere Bilder |
| 10247100660002 | (Karte) | Hässjö 66:2           | Hässjö 66:2 (Hügelgrab / L1936:9614) Beschreibung ergänzen | Weitere Bilder |
| 10247101150001 | (Karte) | Hässjö 115:1          | Hässjö 115:1 (Schnitzerei / L1935:406) Beschreibung ergänzen | Weitere Bilder |
| 10247101400001 | (Karte) | Hässjö 140:1          | Hässjö 140:1 (Alm / L1936:9859) Beschreibung ergänzen | Weitere Bilder |